# Gennadij Fish
Gennadij Fish (* 20. April 1973 in Simferopol) ist ein deutscher Großmeister im Schach ukrainischer Herkunft.

## Leben
Seit Juni 2007 trägt er den Großmeister-Titel. Die erforderlichen Normen hatte er in der deutschen Schachbundesliga erreicht, und zwar in den Saisons 2003/04, 2004/05 und 2006/07.
1996 belegte er bei der ukrainischen Einzelmeisterschaft in Jalta, die von Mychajlo Holubjew gewonnen wurde, den siebten Platz. 2001 gewann er das IM-Turnier in Cuxhaven. 2002 und 2004 gewann er die Offene Bremer Einzelmeisterschaft, 2004 gewann er das Chess.Org-Pokal-Open in Bad Zwischenahn und 2005 das Delme-Open in Delmenhorst. 2004 und 2005 wurde er Bremer Blitzmeister. Bei den deutschen Einzelmeisterschaften 2005 in Altenkirchen (Westerwald) belegte er, an 12 gesetzt, Platz 11.
In Deutschland spielt er seit 2004 für Werder Bremen, mit denen er in der Saison 2004/05 deutscher Meister wurde, davor spielte er für die Bremer Schachgesellschaft von 1877. In der französischen Liga Nationale II spielt er für Ech. Centre Vaucluse et Pays des Sorgues.
1995 wechselte er vom russischen zum ukrainischen Schachverband. Beim Deutschen Schachbund (DSB) spielt er seit dem 1. November 2001.